# Вежхославічкі
Вежхославічкі (пол. Wierzchosławiczki, нім. Neuroürgsdorf) — село в Польщі, у гміні Болькув Яворського повіту Нижньосілезького воєводства.
У 1975-1998 роках село належало до Єленьоґурського воєводства.

## Галерея

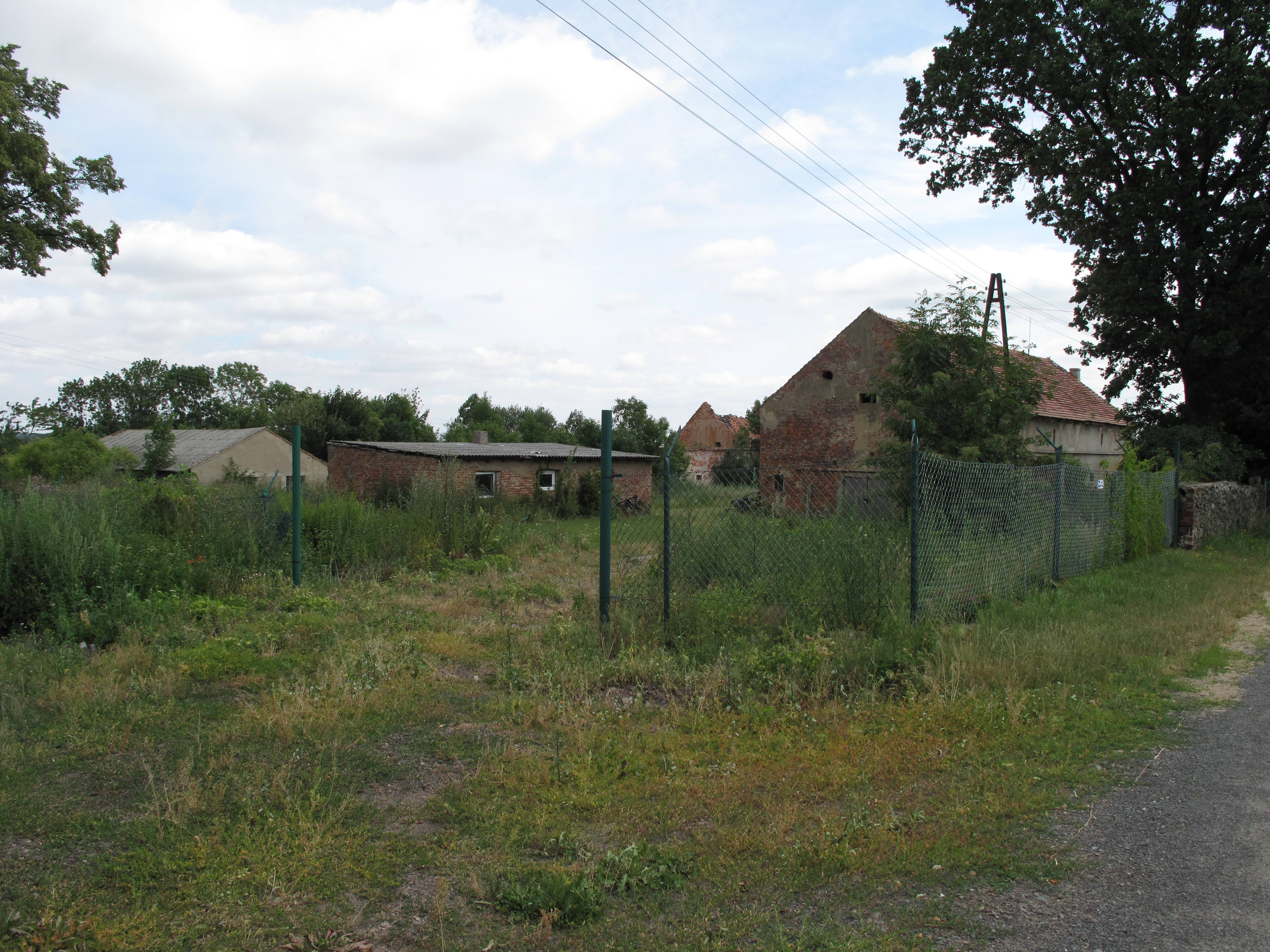
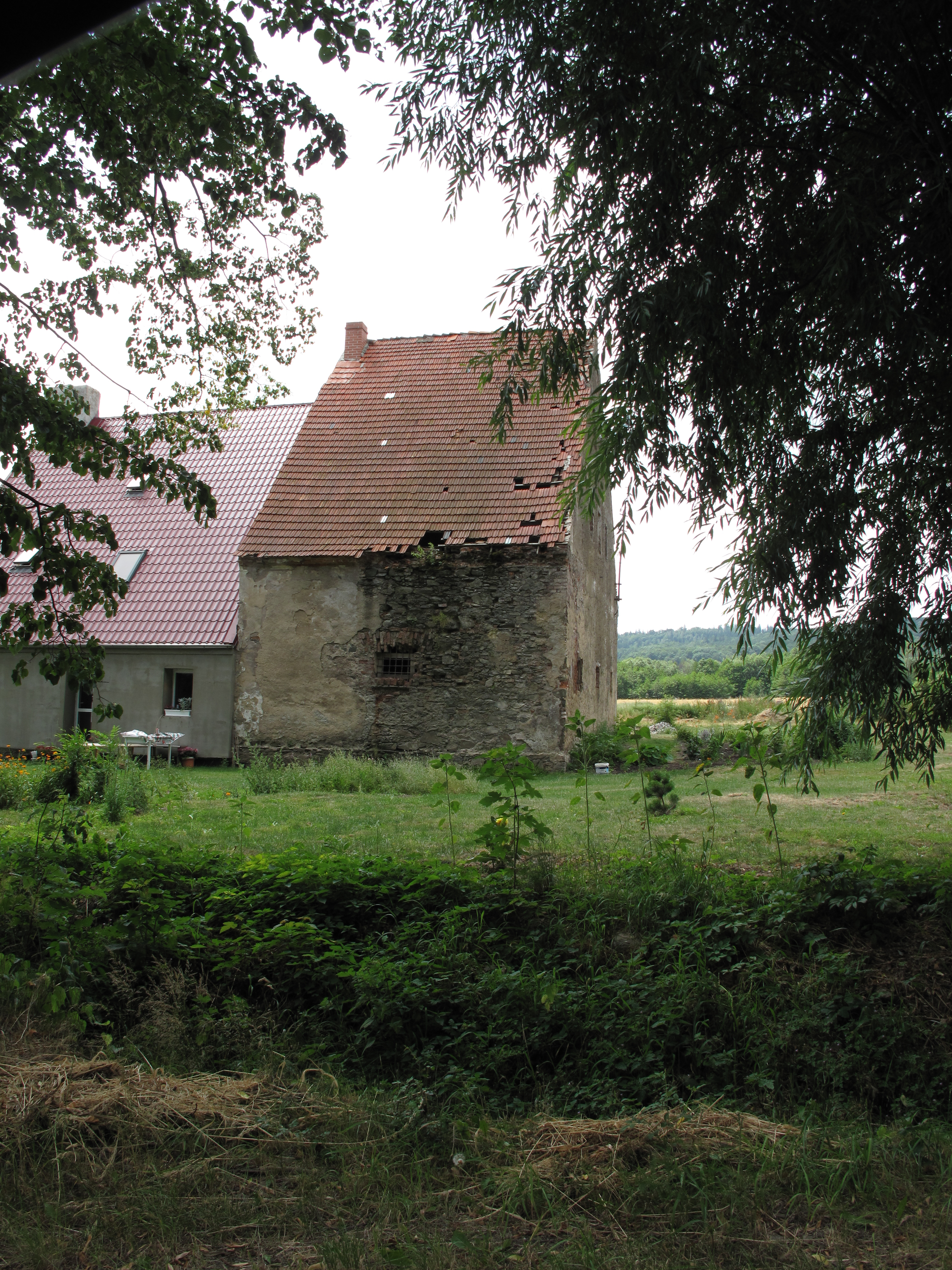
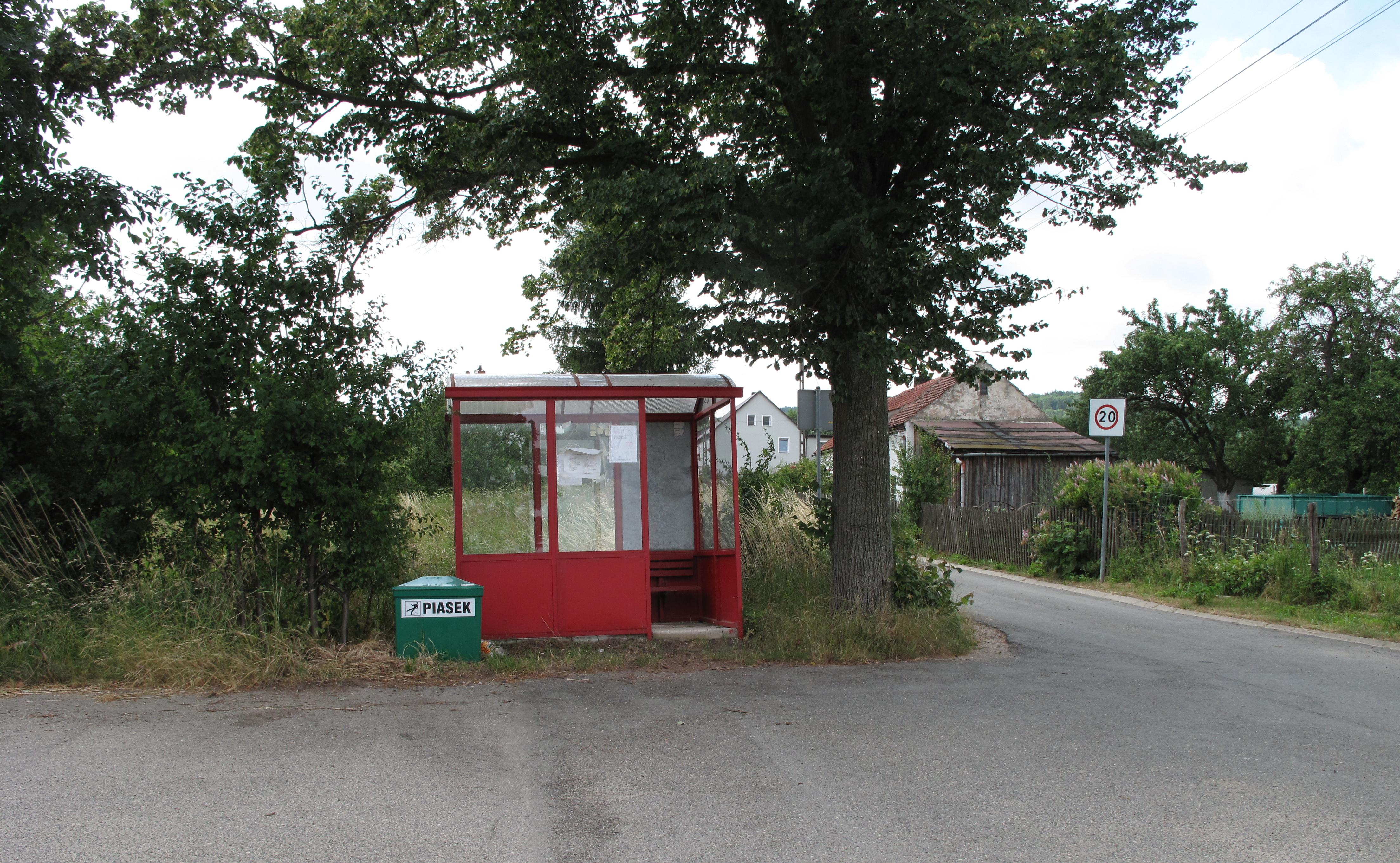